# Abranovce
Abranovce (maďarsky Ábrány) jsou obec na Slovensku v okrese Prešov.V roce 2013 zde žilo 633 obyvatel.  V obci žije 734 obyvatel. 

## Historie
První písemná zmínka o obci pochází z roku 1320, kde je uváděna jako Abram a později jako Kysabran, Naghabran, v roce 1786 je uváděn jako Abrahamowcze a v roce 1808 jako Abranowcze, od roku 1920 je uváděn jako Abranovce. V roce 1427 byla daněna z deseti port. V roce 1787 žilo 236 obyvatel v 39 domech a v roce 1828 měla 44 domů a 343 obyvatel. Hlavní obživou bylo zemědělství a práce v lesích.
První písemná zmínka o řeckokatolické církvi je z roku 1751, kdy byla uvedena jako filiální farnost Ruské Nové Vsi. V roce 1796 byl v obci kostel, ale datum výstavby není doložen. Výstavba kostela Narození přesvaté Bohorodičky je uváděna do  roku1868 jiný údaj uvádí rok 1867 a vysvěcení 1868, dalším údajem je rok 1943. Poslední rekonstrukce byla provedena v roce 2019 a v září téhož roku byl nově vysvěcen řeckokatolickým arcibiskupem a metropolitou Jánem Babjakem. Řeckokatolická farnost od 18. století do roku 2000 náležela pod farnost Ruská Nová Ves. Po osamostatnění farnost spravuje filiální farnosti Žehňa–Dúbrava a Lesíček.

## Přírodní poměry
Obec leží na západních svazích Slanských vrchů v místě přechodu vulkanického pohoří do nížiny v severní části Košické kotliny. Nadmořská výška se pohybuje v rozmezí 411–780 m, střed obce je ve výšce 475 m n. m. Území obce se rozkládá na deluviálních (svahových) sedimentech, terasovitých usazenin mladšího terciéru a sopečných hornin tvořených andezity. Území je kopcovité, západní část je zemědělsky využívaná a východní část je pokryta lesem.  Celková rozloha obce je 9,5834 km², z toho v roce 2020 připadalo na zemědělskou půdu připadalo 31 %, v roce 1996 to bylo 309,09 ha. Celkové využití půdy (2020): 9 % orná půda, 3 % zahrady a ovocné sady, 64 % lesy. V roce 1996 na ornou půdu připadalo 89,06 ha, na zahrady 16,25 ha, na ovocné sady 14,08 ha a na travnatý porost 189,7 ha. V roce  2024 na ornou půdu připadalo 88,89 ha, na zahrady 20,7 ha a na travnaté plochy 182,33 ha. Na lesní plochy v roce 1996 připadalo 603,35 ha, v roce 2024 to bylo 613,91 ha. Obec sousedí:
|            | Kokošovce | Zlatá Baňa |
| Dulova Ves |           | Lesíček    |
|            | Žehňa     |            |

## Památky
- Řeckokatolický farní kostel Narození přesvaté Bohorodičky z roku 1943 je jednolodní novogotická stavba s pravoúhlým závěrem (kněžištěm) a střešní věží nad trojhranným štítem v průčelí.[9] Hladkou fasádu člení okna s šambránami a lomeným rizalitem. Stejně je řešen i vstupní portál. Střešní věž je zakončena stanovou střechou.[7]
- Dřevěná zvonice, která dříve sloužila i jako márnice.[15]

## Znak
Blason: v modrém štítu na zeleném trávníku vztyčená zlatá kuna se stříbrným bříškem. Znak byl obci udělen v roce 2005.

## Osobnosti
- Ján Hirka –  slovenský řeckokatolický biskup.

## Fotogalerie

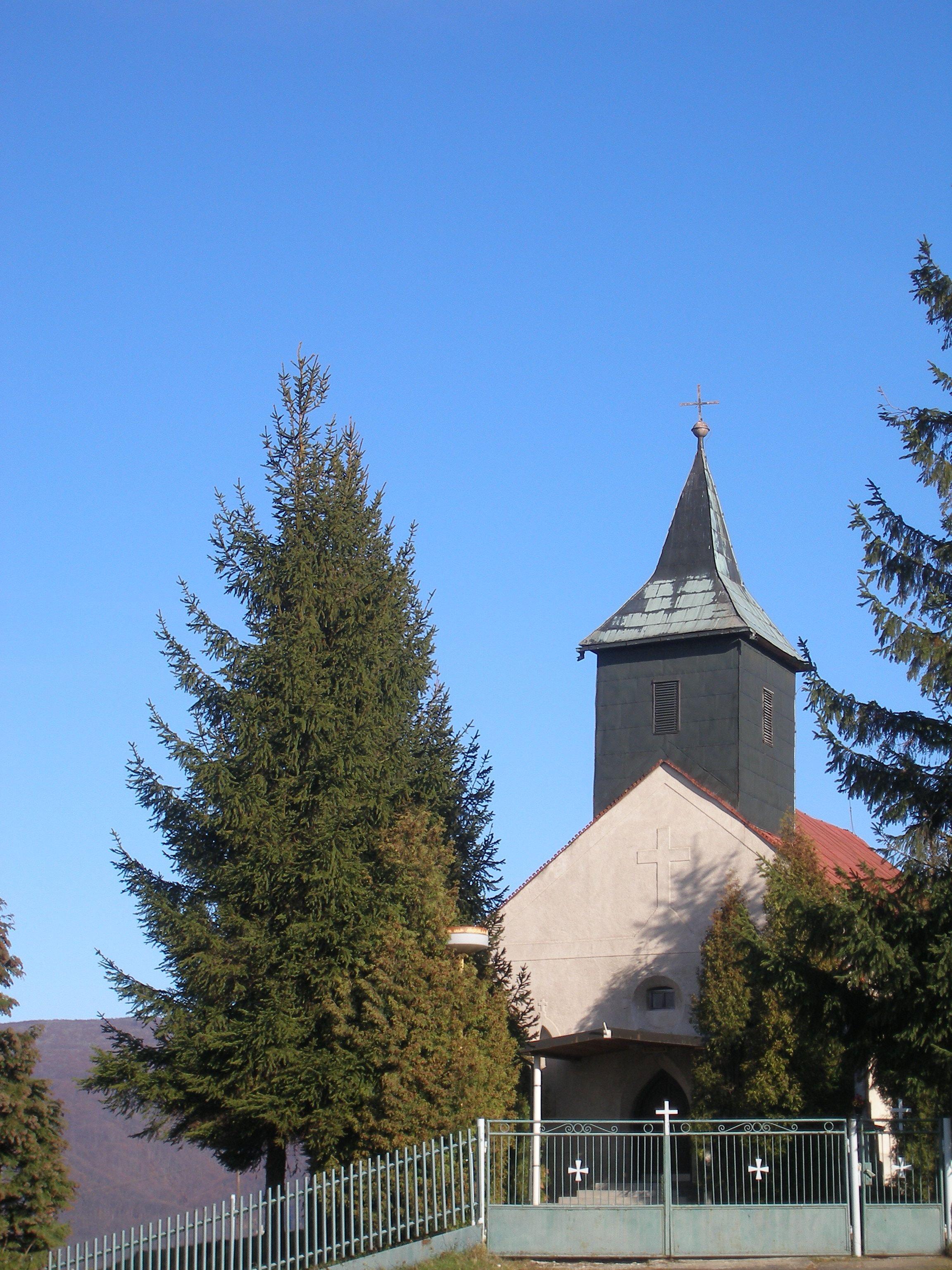
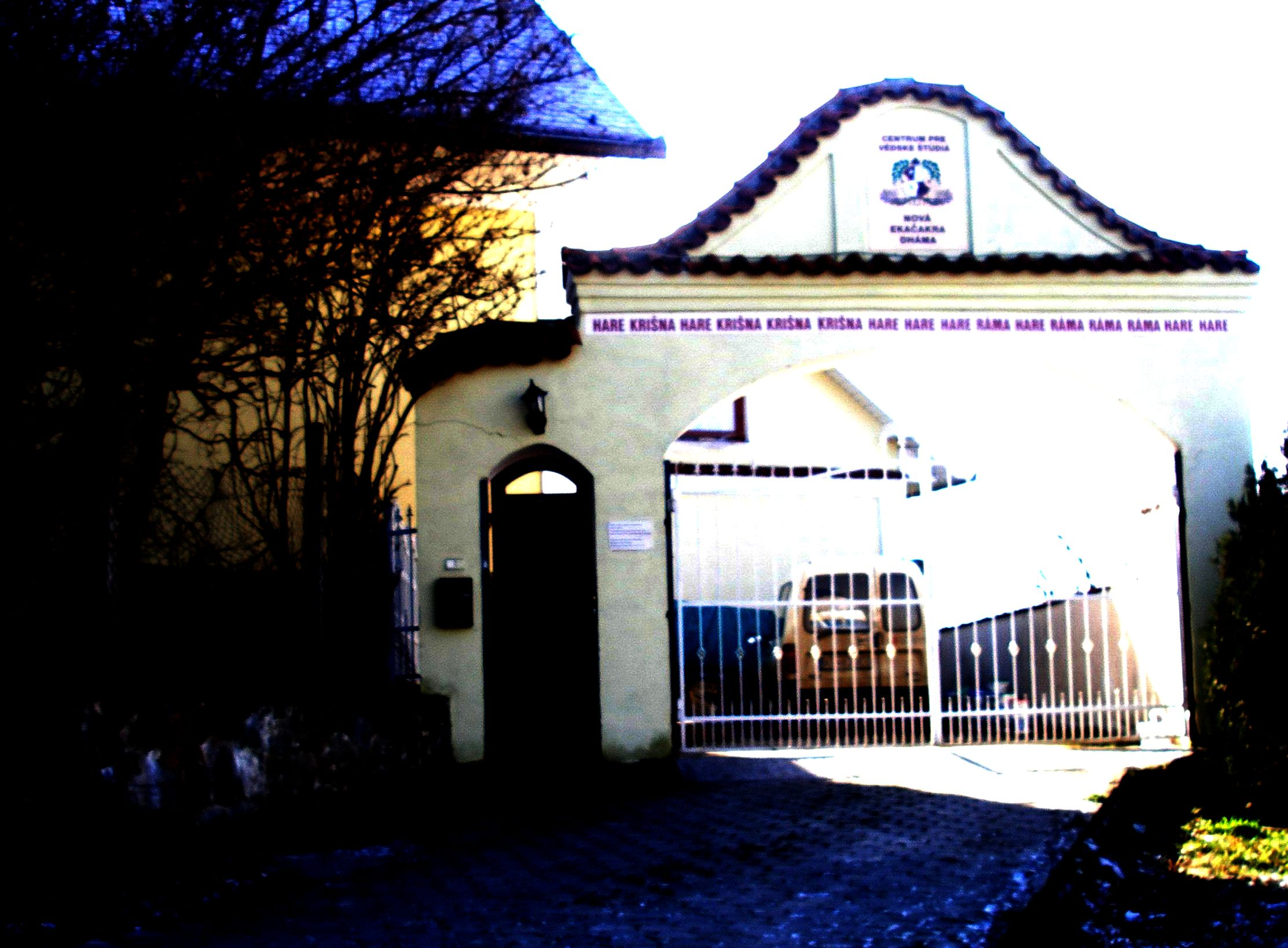